# Der Freischütz
Der Freischütz és un singspiel en tres actes compost per Carl Maria von Weber sobre un llibret de Friedrich Kind, basat un conte fantàstic de Johann August Apel del mateix títol publicat el 1810 al recull Gespensterbuch. Va ser estrenada a la Schauspielhaus de Berlín el 18 de juny de 1821 sota direcció musical del mateix compositor. En alemany, un "Freischütz" és una figura del folklore que es defineix com un tirador que dispara, en virtut d'un pacte amb el diable, amb bales màgiques que mai no fallen: la traducció hauria de ser El tirador amb bales màgiques, però habitualment es troba traduït, erròniament, com a El franctirador i, sobretot, El caçador furtiu

## Origen i context
Der Freischütz és una obra situada en una important cruïlla estilística que suma virtuts procedents de llocs molt dispars. Multiplica la densitat orquestral de les últimes òperes de Gluck i mira d'enfront del singspiel sense complexos, en franca associació amb La flauta màgica mozartiana. Però encara més, dona un important pas més enllà al realisme fantàstic d'aquest Mozart, aproximant-se fins a la frontera de Der fliegende Holländer wagnerià. Comptant que la primera és de 1791 i l'altra de 1843, Weber, que dona per finalitzada la partitura de El caçador el 1820, la situa a mig camí entre les dues, el que explica moltes coses.

## Representacions
Malgrat les atrevides innovacions (i alguns severs atacs dels crítics) ben aviat tingué un enorme acolliment internacional que el públic i la crítica, amb unes cinquanta representacions en els 18 primers mesos després de la seva estrena a la Schauspielhaus de Berlín, el 18 de juny de 1821. Sintonitzava perfectament amb el romanticisme que s'imposava a tot Europa. Al Liceu s'estrenà el 1849, dos anys després de la inauguració del Teatre.

## Argument
Amb la voluntat d'oferir una alternativa a l'òpera italiana vigent, Weber acceptà el llibret proposat pel seu amic escriptor Johann Friedrich Kind, amb prestigi en el món literari de Dresden, sobre una llegenda popular procedent del recull Gespensterbuch (1810) de Johann August Apel i Friedrich Laun. L'acció se situa a Bohèmia, pocs anys després de la Guerra dels Trenta Anys (1618-1648).
Les arrels populars de Der Freischütz són evidents en el llibret de Johann Friedrich Kind: la ingenuïtat dels personatges rurals, la presència constant d'una màgia diabòlica, la contraposició nítida entre el bé i el mal o el final feliç amb la intervenció divina; la música –singularment els cors– s'adequa perfectament a aquest ambient. Però, alhora, el personatge de Max –i gairebé per extensió, el d'Agathe– és un personatge torturat, contradictori, insatisfet i angoixat que encaixa perfectament amb el drama romàntic: les grans àries de Max i d'Agathe responen a aquesta estètica.

### Acte I
El jove guardaboscs Max estima Agatha i esdevindrà el successor de Kuno, cap dels guardaboscs i pare d'Agatha. Però cal que supere una prova d'habilitat amb l'escopeta, que tindrà lloc l'endemà.
En un assaig de tir, Max perd davant del jove pagès Kilian, que és proclamat "Rei dels tiradors." (Cor: "Victòria! Llarga vida al mestre"; la cançó burleta de Kilian: "Deixeu que em mire com un rei.")
Atès que Max ha tingut mala sort durant uns dies, cau fàcilment sota la influència de Kaspar, que també estima Agatha, i qui persuadeix Max d'usar set bales màgiques en la prova de tir. Kaspar, que ha de lliurar la seua ànima al diable a l'alba, espera obtenir tres anys més de gràcia fent-se substituir per Max. (Trio: Kuno, Kaspar, Max; cor: "Oh el sol, surt tímidament.")
Una vegada sol, Max cau en la malenconia en pensar en la pèrdua d'Agatha en cas de fallar la prova. (Ària: "A través de boscos i camps.") Kaspar, amb estranys maleficis intenta encoratjar-lo. (Cançó: "Ací, en aquesta vall de llàgrimes.")
Carrega l'arma de Max amb una bala màgica i li la dona. Amb estupefacció, Max és capaç de derribar una àguila que vola a gran alçada. Resol acompanyar Kaspar a mitjanit al terrorífic congost del Llop, amb l'objectiu de forjar les bales màgiques que li permetran assegurar-se la victòria. Kaspar, una vegada sol, celebra el seu triomf. (Ària: "Silenci, no hem d'advertir-lo.")

### Acte II

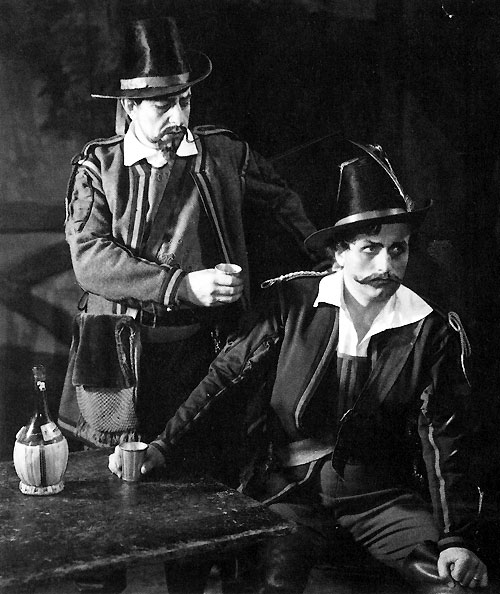
Leon Björker com a Kaspar i Set Svanholm com a Max a Der Freischütz (1936)

L'habitació d'Agatha. Agatha es troba assetjada per foscos presagis. Canta sobre la seua trobada amb un ermità en el bosc, que li va dir que en cas de veure's amenaçada per cap perill, la seua corona nupcial la protegiria. En el mateix moment en què Max està disparant la seua bala màgica contra l'àguila, un quadre que representa un avantpassat d'Agatha es despenja del mur i la colpeja lleument. La cosina i amiga d'Agatha, Ännchen, el torna a col·locar al seu lloc. (Duet: "Brivall, torna de seguida al teu lloc, ja t'ensenyaré jo.") Agatha es preocupa encara més, però Ännchen s'esforça a animar-la fent broma. (Arietta: "Arriba un bell xicot pel camí.")
Agatha, una vegada sola, espera Max i la notícia del seu èxit, que interpretaria com un bon auguri. (Recitatiu: "Les meues parpelles se'm tanquen de son"; Oració: "Descendiu, descendiu, paraules sagrades"; Escena: "Fa molta estona que tots s'han retirat"; Ària: "El meu cor batega.")
Arriba Max; reconeix que no ha guanyat, però explica que ha mort un cérvol, i que se l'endurà al congost del Llop. Malgrat els precs d'Agatha i Ännchen, Max se'n va. (Trio: "Oh, quin horror! que hi ha al congost del Llop?")
Canvi d'escena: El congost del Llop de nit. Kaspar fa venir Samiel, el guardaboscs fosc, perquè li ajude a forjar de les bales màgiques. Aplega Max, i l'esperit de sa mare se li presenta i tracta de convèncer-lo d'abandonar el seu empeny. Samiel conjura l'ombra d'Agatha, i aquesta apareix ofegant-se, desesperada pel fracàs de Max. Immediatament Samiel penetra en el congost i amb un endimoniat soroll comença la forja de les bales màgiques.

### Acte III

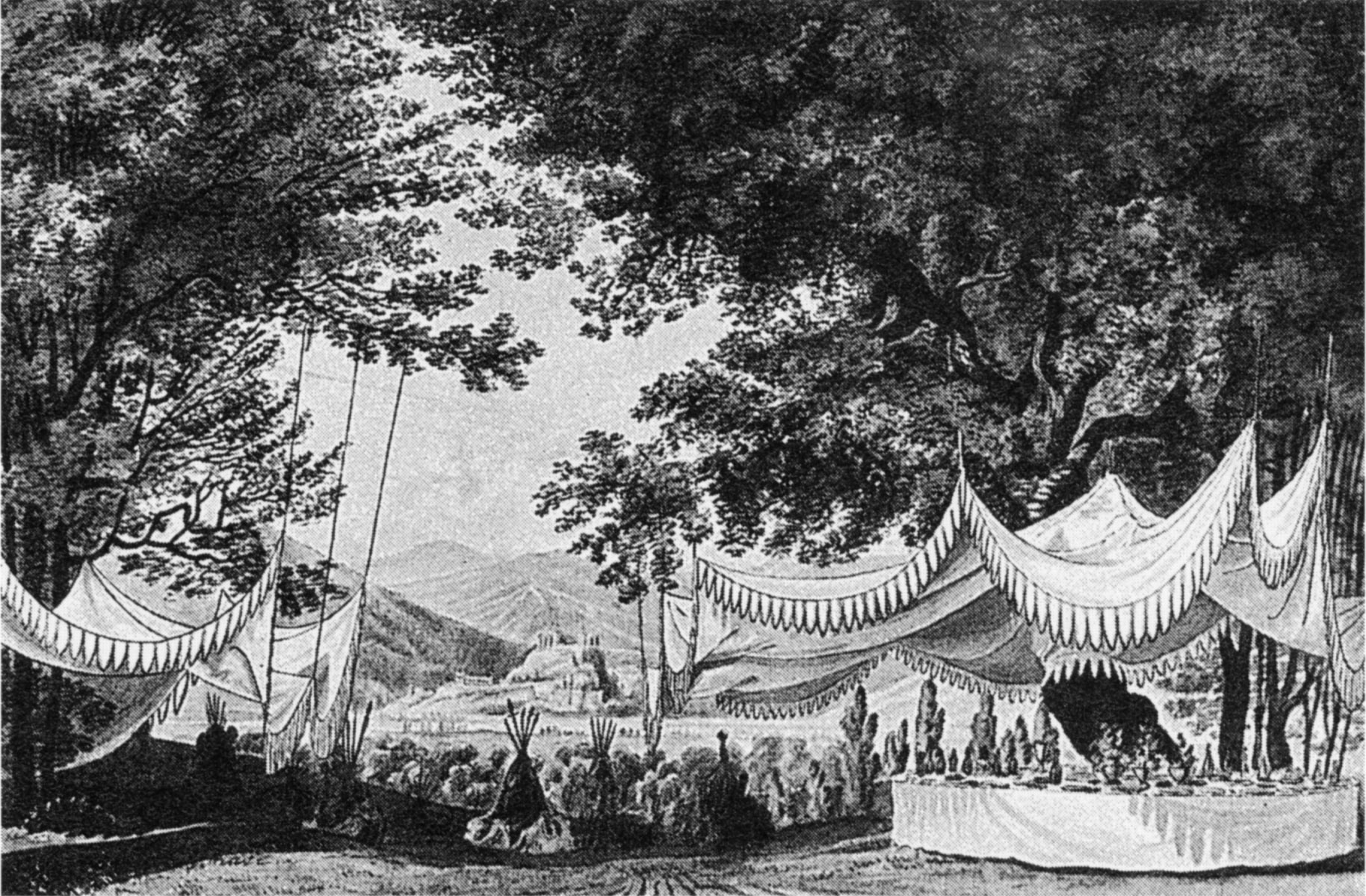
Decorat del tercer acte del 1821

L'habitació d'Agatha. Agatha està resant. (Ària: "A través dels foscos núvols encara brilla el sol en el cel radiant.") Els seus dubtes han tornat en forma d'un somni farcit de negres presagis, però Ännchen torna a animar-la amb rialles i una cançó. (Romança i ària, afegides per Weber posteriorment: "La meua cosina morta va tenir un somni.") Arriba la dama d'honor amb la corona nupcial. (Cançó: "Et posem la corona nupcial.") Però quan Ännchen obri la caixa, hi troba una corona funerària, i això reviscola els dubtes d'Agatha. No obstant se sent en certa manera confortada pel record de la promesa que li va fer l'ermità: que seria protegida per la corona nupcial.
Canvi d'escena: trobada dels tiradors. Max ha disparat sis de les bales màgiques amb èxit i Kaspar es mostra triomfant, sabent que la setena serà guiada pel mateix dimoni.
Canvi d'escena: la prova de tir. El duc Ottokar espera Max a la seua tenda. (Cor de forestals: "Que pot superar els plaers de la cacera.") Max està a punt de fer un tret. Mentre apunta, Samiel, el caçador fosc, apareix per a guiar la bala, i la desvia vers Agatha, que aparentment sembla ferida. (Finale: "Mireu, oh mireu, ha disparat a la seua promesa.") Però la seua corona nupcial ha detingut la bala: Agatha reviscola. Kaspar, veient un sant ermità al seu costat s'adona que ha fracassat. Samiel l'agafa en lloc de Max, i Kaspar expira amb una maledicció en els seus llavis. El duc Ottokar ordena que el cos mort siga llançat al congost del Llop. Després rep l'explicació de Max de tot el que ha ocorregut, i colpit pel seu penediment i per les pregàries de l'ermità ("Qui va fer-li aquesta horrible maledicció"), li imposa un feble càstig. Li és imposat un any de prova, es decideix que la prova de tir no tornarà a realitzar-se i se li fa la promesa que, passat l'any de prova, el mateix duc posarà la mà d'Agatha en la de Max.

## Enregistraments
- Der Freischütz, Peter Schreier, Gundula Janowitz, Edith Mathis, Theo Adam, Bernd Weikl, et al., Carlos Kleiber, cond., Deutsche Grammophon, 1973 (compact disc, 1986).
- Der Freischütz, Hildegard Behrens, René Kollo, Peter Meven, Helen Donath, Hermann Sapell, et al., Rafael Kubelík, cond., Decca, 1980 (compact disc, 1995).

## Influències
- The Black Rider, un musical de Robert Wilson, Tom Waits, i William S. Burroughs, està basat en Der Freischütz
- Count Karlstein, una novel·la infantil de Philip Pullman, empra elements argumentals de l'òpera de Weber.
- Hellsing, un popular manga escrit i il·lustrat per Kouta Hirano, inclou un personatge anomenat Rip van Winkle, que utilitza un mosquet amb bales màgiques. També es refereix sovint a Der Freischütz citant parts del llibret.